# ماي هاوليون
ماي هاوليون (بالصينية: 糜昊伦) (10 يناير 1993 بشيان في الصين - ) هو لاعب كرة قدم صيني في مركز الدفاع. شارك مع منتخب الصين تحت 17 سنة لكرة القدم ومنتخب الصين تحت 20 سنة لكرة القدم. أما مع النوادي، فقد لعب مع شاندونغ لونينغ وShandong Province Youth Football Team ‏ ونادي سانغتشو مايتي ليونز.

## وصلات خارجية
- ماي هاوليون على موقع قاعدة بيانات كرة القدم.إي يو (الإنجليزية)
- ماي هاوليون على موقع Soccerway.com (الإنجليزية)
- ماي هاوليون على موقع اللجنة الأولمبية الصينية (الإنجليزية)